# Mitchell Schwartz
Mitchell Bryan Schwartz (Pacific Palisades, 8 giugno 1989) è un ex giocatore di football americano statunitense che ha militato nel ruolo di offensive tackle per i Kansas City Chiefs della National Football League. Fu scelto nel corso del secondo giro (37º assoluto) del Draft NFL 2012 dai Cleveland Browns. Al college ha giocato a football a California. È il fratello di Geoff Schwartz dei Minnesota Vikings.

## Carriera professionistica

### Cleveland Browns
Considerato uno dei migliori prospetti del Draft 2012 tra gli offensive tackle, Schwartz fu scelto nel corso del secondo giro (37º assoluto) dai Cleveland Browns. Nella sua stagione da rookie giocò come titolare tutte le 16 partite, così come nella successiva.

### Kansas City Chiefs
Il 9 marzo 2016, Schwartz firmò un contratto quinquennale del valore di 53 milioni di dollari coi Kansas City Chiefs, rendendolo uno dei tackle destri più pagati nella lega. Nella prima stagione con la nuova squadra disputò per la quinta stagione consecutiva tutte le 16 gare come titolare, venendo inserito nel Second-team All-Pro
Il 2 febbraio 2020 Schwartz partì come tackle destro titolare nel Super Bowl LIV contro i San Francisco 49ers che i Chiefs vinsero per 31-20, conquistando il primo titolo dopo cinquant'anni.
Schwartz fu svincolato l'11 marzo 2021 per liberare spazio salariale.
Il 15 luglio 2022 Schwartz annunciò il proprio ritiro.

## Palmarès

### Franchigia
- Super Bowl : 1

Kansas City Chiefs: LIV
- American Football Conference Championship: 2

Kansas City Chiefs: 2019, 2020

### Individuale
- First-team All-Pro: 1

2018
- Second-team All-Pro: 3

2016, 2017, 2019
- PFWA All-Rookie Team - 2012